# 2024 في قطر
فيما يلي هذه الأحداث التي حصلت في عام 2024 في قطر.

## المناصب
الأمير: تميم بن حمد آل ثاني

## تعيينات

#### يناير
- 8: محمد بن حسن المالكي وكيلا لوزارة التجارة والصناعة.[1]
- 8: خالد أحمد صالح أحمد العبيدلي رئيسا للهيئة العامة لتنظيم القطاع العقاري.[2]

## الأحداث

#### يناير
- 12: انطلاق بطولة كأس آسيا لكرة القدم في النسخة الثامنة عشر.[3]

#### فبراير
- 26: تستضيف قطر قمة الويب لعام 2024.[4]

## أوسمة
- 7 أغسطس: منح أمير قطر تميم بن حمد آل ثاني وسام الوجبة إلى سفير دولة فلسطين لدى قطر بين عامي 2006 و2024 منير عبد الله علي غنام لانتهاء مهامه.[5][6]